# Folkrace

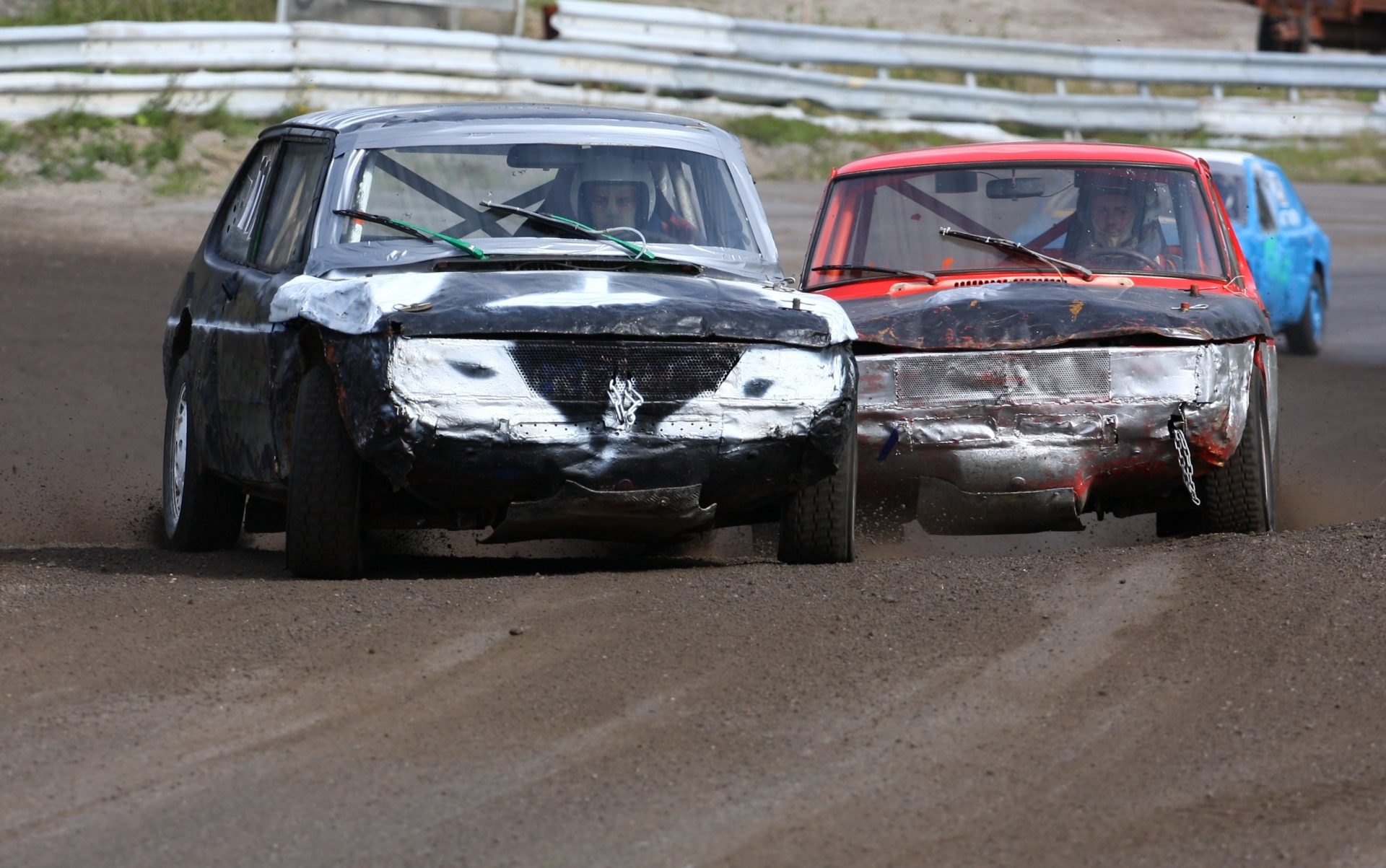
Folkrace-Autos der Marke Saab

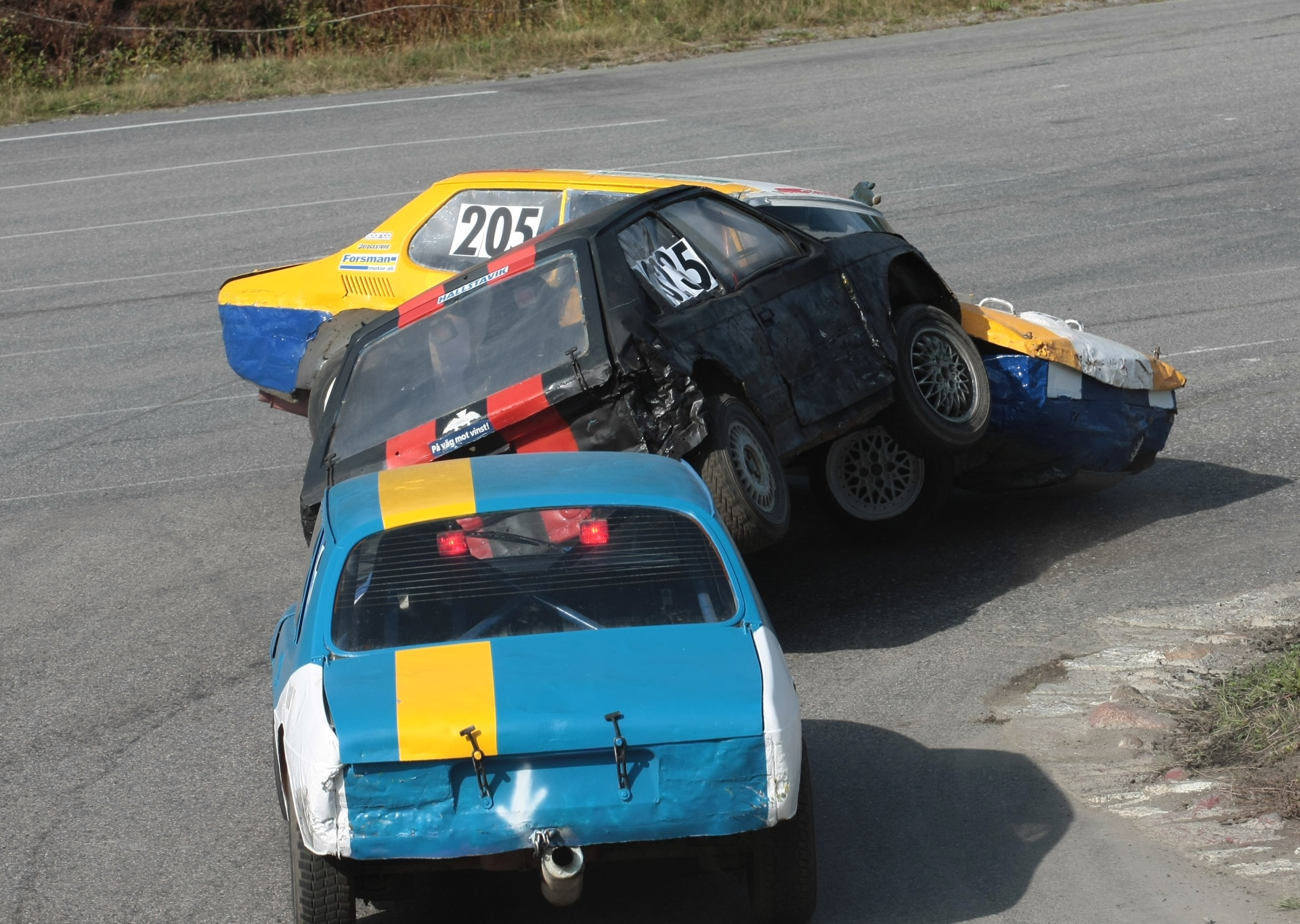
Crash während eines Folkrace-Laufes auf der Högstabanan in Handen

Der unter dem Namen Folkrace in Schweden weit verbreitete Motorsport ist eine in Nordeuropa sehr kostengünstige und populäre Einsteigerserie, deren Aktive später vielfach in die Rallycross-Szene wechseln. Der Low-Level-Rennsport stammt ursprünglich aus Finnland, wo er unter dem Namen Jokamiehenluokka (deutsch: Jedermannsklasse) bekannt ist. In Norwegen werden die entsprechenden Wettbewerbe unter dem Begriff Bilcross ausgefahren, wobei dessen Übersetzung Autocross deutlicher darauf hinweist, dass die Rennen fast ausschließlich auf losem Untergrund (Schotter, Erde oder Sand) stattfinden. In Dänemark nennt man den Sport Folkeræs.
Folkrace-Läufe werden auf bis zu 2400 Meter langen Rennstrecken ausgetragen. Die Rundkurse sind so angelegt, dass die maximal erreichbare Höchstgeschwindigkeit bei 80 km/h liegt. Die Wettbewerbe sind offen für unterschiedliche Fahrzeugkategorien und Altersklassen der Teilnehmer. Das Mindestalter für Folkrace-Fahrer der Juniorenklasse ist 15 Jahre, wodurch viele Teilnehmer zwar schon eine Rennlizenz, aber noch keinen Führerschein haben. Ab dem Jahr, in dem man das 18. Lebensjahr erreicht, fährt man in der Seniorenklasse.
Die Wettbewerbe sind unterteilt in Vorläufe (Heats) und Finale. Zumeist gehen sechs Fahrer gleichzeitig an den Start. Der Laufsieger erhält sieben Punkte, der Zweite erhält fünf Punkte, der Dritte vier Punkte, die zwei folgenden Fahrer drei und zwei Punkte, der Letzte einen Punkt. Nachdem alle Vorläufe absolviert sind, entscheidet die Anzahl der gesammelten Punkte über den Einzug in die Finalrennen, zumeist A-, B- und C-Finale. Der Gewinner des A-Finales ist der Gesamtsieger der Veranstaltung.
Über ganz Schweden verteilt werden pro Jahr rund 600 Folkrace-Rennen organisiert, wobei sehr häufig dreistellige Starterzahlen verzeichnet werden. Die beiden populärsten und bestbesuchten Wettbewerbe sind das sogenannte Semesterracet von Vimmerby und das Folkrace-Festival von Motala, während beim publikumsträchtigen NGK Masters von Karlstad immer wieder viele Vertreter der Crème de la Crème des skandinavischen Motorsports aus reinem Spaß an der Freude in völlig verbeulten Folkrace-Autos am Start sind.
Damit die Kosten der Rennwagen in einem überschaubaren Rahmen bleiben, ist jeder Teilnehmer (auch der Sieger) dazu verpflichtet, sein Fahrzeug für 8.000 Kronen (ca. 750 €), in Finnland 1.500 €, zu verkaufen, sobald es einen Bieter dafür gibt. Gibt es gleich mehrere Interessenten, entscheidet das Los darüber, wer es zugesprochen bekommt. Verkauft der Besitzer sein Auto jedoch nicht, kann ihm deswegen die Rennlizenz entzogen werden.

## Nachweise
1. ↑  Schwedische Automobilsport-Hoheit SBF (Hrsg.): Regelbok Folkrace 2015. 1. Auflage. 5. Januar 2010 (schwedisch, web.sbf.se (Memento vom 4. März 2016 im Internet Archive) [PDF; abgerufen am 8. Oktober 2015]).
2. ↑  Schwedische Automobilsport-Hoheit SBF (Hrsg.): Tekniska Regler 2015. Nov. 2014 Auflage. 16. Dezember 2014 (schwedisch, web.sbf.se (Memento vom 29. Mai 2015 im Internet Archive) [PDF; abgerufen am 7. Oktober 2015]).